# Saint-Paul-de-Tartas
Saint-Paul-de-Tartas é uma comuna francesa na região administrativa de Auvérnia-Ródano-Alpes, no departamento de Alto Loire. Estende-se por uma área de 27 km². Em 2010 a comuna tinha 192 habitantes (densidade: 7,1 hab./km²).